# Rohat Ağca
Rohat Ağca (Almelo, 3 settembre 2001) è un calciatore olandese, centrocampista dello Yeni Mersin İdmanyurdu.

## Caratteristiche tecniche
È un centrocampista centrale.

## Carriera
Cresciuto nel settore giovanile del Twente, il 1º settembre 2020 viene acquistato dall'Heracles Almelo, con cui firma un biennale. Il 13 settembre esordisce tra i professionisti, sostituendo all'89º minuto Teun Bijleveld nella partita di Eredivisie vinta per 2-0 contro l'ADO Den Haag. Nella stagione 2022-2023 gioca nella quinta divisione tedesca con il Vreden.

## Statistiche
Statistiche aggiornate al 16 maggio 2021.

### Presenze e reti nei club
| Stagione        | Squadra         | Campionato      | Campionato | Campionato | Coppe nazionali | Coppe nazionali | Coppe nazionali | Coppe continentali | Coppe continentali | Coppe continentali | Altre coppe | Altre coppe | Altre coppe | Totale | Totale | Totale |
| Stagione        | Squadra         | Comp            | Pres       | Reti       | Comp            | Pres            | Reti            | Comp               | Pres               | Reti               | Comp        | Pres        | Reti        | Pres   | Reti   |        |
| --------------- | --------------- | --------------- | ---------- | ---------- | --------------- | --------------- | --------------- | ------------------ | ------------------ | ------------------ | ----------- | ----------- | ----------- | ------ | ------ | ------ |
| 2020-2021       | Heracles Almelo | ED              | 4          | 0          | CO              | 0               | 0               |                    | -                  | -                  |             | -           | -           | 4      | 0      |        |
| Totale carriera | Totale carriera | Totale carriera | 4          | 0          |                 | 0               | 0               |                    | -                  | -                  |             | -           | -           | 4      | 0      |        |